# Hermann Wohlgschaft
Hermann Wohlgschaft (* 10. Februar 1944 in Augsburg; † 23. September 2024 in Buchloe) war ein deutscher katholischer Theologe und Autor von Sachbüchern. Neben theologisch-spirituellen Schriften verfasste er unter anderem eine umfassende Karl-May-Biografie.

## Leben
Hermann Wohlgschaft wuchs in Augsburg auf und studierte an der Ludwig-Maximilians-Universität München Philosophie und Theologie. Von 1970 bis 1973 war er wissenschaftlicher Mitarbeiter bei der Katholischen Akademie Augsburg. 1975 promovierte er in München bei Heinrich Fries summa cum laude über den evangelischen Theologen Karl Barth. Nach der Priesterweihe durch den Augsburger Bischof Josef Stimpfle 1974 wirkte er als Studentenseelsorger in Augsburg, anschließend als Stadtpfarrer in Kempten und in Landsberg am Lech. Von 2002 bis 2016 leitete er die katholische Klinikseelsorge in Günzburg. 2008 schloss er eine Ausbildung im Institut für Logotherapie und Existenzanalyse in Tübingen ab. Seit seiner Emeritierung arbeitete er seelsorglich in der Pfarreiengemeinschaft Kaufering mit.
Als Mitglied der Pax-Christi Priestergruppe der Diözese Augsburg befasste sich Wohlgschaft mit christlicher Friedensethik. Seine theologisch-spirituelle Schriften kreisen vorwiegend um die Themenfelder „Freundschaft und Liebe“, „Sterben und Tod“, „Zeit und Ewigkeit“. Seine Karl-May-Biographie aus dem Jahr 1994 war das erste umfassende Werk über das Leben des Schriftstellers Karl May. Seine 2005 erschienene, erweiterte Form der Karl-May-Biographie stellt ein enzyklopädisches Grundlagenwerk in der Karl-May Forschung dar. Außerdem verfasste Wohlgschaft eine dreibändige Kulturgeschichte der Liebe (2015/16). In seinen späteren Büchern (Keine Ausflüchte mehr! und GOTT bin ich – nicht Mann, nicht Frau) setzte er sich für eine radikale Reform der katholischen Kirche ein. Im Zentrum seiner jüngeren Werke steht die Frage nach Gott als dem Ursprung und Ziel des menschlichen Daseins. Mit der Gottesfrage in den Werken von 52 prominenten Vertreterinnen und Vertretern der deutschsprachigen Gegenwartsliteratur (darunter Günter Grass, Martin Walser, Peter Handke, Elke Heidenreich, Ulla Hahn, Bodo Kirchhoff, Michael Köhlmeier, Thomas Hürlimann, Sibylle Lewitscharoff, Felicitas Hoppe, Ulrike Draesner, Dörte Hansen, Robert Seethaler, Eva Menasse, Juli Zeh, Daniel Kehlmann, Daniela Krien, Benedict Wells) setzte sich Wohlgschaft in seinem umfangreichen Buch Dich gibt es nicht, wenn doch, dann komm! auseinander.
Er starb am 23. September 2024 im Alter von 80 Jahren an den Folgen eines Herzinfarkts.

## Werke
- Hoffnung angesichts des Todes. Das Todesproblem bei Karl Barth und in der zeitgenössischen Theologie des deutschen Sprachraums. München/Paderborn/Wien 1977.
- Heute an Gott glauben. Wege zur Gotteserfahrung. Aschaffenburg 1983.
- Große Karl-May-Biographie. Paderborn 1994.
- Karl May. Leben und Werk. 3 Bände. Bargfeld 2005 (im Rahmen der Historisch Kritischen Ausgabe der Werke Karl Mays).
- Erfülltes Leben. Was aber bleibt nach dem Tod? Echter Verlag, Würzburg 2011.
- Die Sehnsucht des Menschen – eine Liebe, die nicht vergeht. Echter Verlag, Würzburg 2012.
- Für immer und ewig? Über Ehe, Zölibat und intime Freundschaften. Echter Verlag, Würzburg 2013.
- Unsterbliche Paare. Eine Kulturgeschichte der Liebe. Band 1: Von der Antike bis zur Renaissance. Echter Verlag, Würzburg 2015.
- Unsterbliche Paare. Eine Kulturgeschichte der Liebe. Band 2: Reformation – Barock – Aufklärung – Klassik – Romantik. Echter Verlag, Würzburg 2016.
- Unsterbliche Paare. Eine Kulturgeschichte der Liebe. Band 3: Realismus – Moderne – Postmoderne. Echter Verlag, Würzburg 2016.
- Eine Quelle der Lebendigkeit : Trauerarbeit in unterschiedlichen Lebenslagen. Echter Verlag, Würzburg 2017.
- Große Sterbeszenen der Weltliteratur: Eine geistliche Betrachtung. Echter Verlag, Würzburg 2018.
- Schuld und Versöhnung. Das Letzte Gericht und die größere Hoffnung. Echter Verlag, Würzburg 2019.
- Keine Ausflüchte mehr! Gedanken zur notwendigen Kirchenreform. Echter Verlag, Würzburg 2019.
- GOTT bin ich – nicht Mann, nicht Frau. Ein Plädoyer für Geschlechtergerechtigkeit – auch in der Kirche. Echter Verlag, Würzburg 2020.
- Volles Leben sollt ihr haben! Der Erlösungsgedanke in Mythos, Literatur und Religion. Echter Verlag, Würzburg 2021.
- Und wo ist GOTT? Die Theodizeefrage in Dichtung und Theologie. Echter Verlag, Würzburg 2022.
- Make love not war! Können Kriege gerecht sein? Verrai, Stuttgart 2022.
- Liebeskummer oder Sich kümmern in Liebe. Echter Verlag, Würzburg 2023.
- Dich gibt es nicht, wenn doch, dann komm! Gott in der deutschsprachigen Gegenwartsliteratur. Echter Verlag, Würzburg 2024.
- Das Scheitern: Unser treuester Begleiter auf dem Weg zum Glück. Patmos Verlag, Ostfildern 2025.

Aufsätze zur Karl-May Forschung (Auswahl)
- „Das ist die Wage der Gerechtigkeit.“ Bemerkungen zu Karl Mays „Jenseits“-Roman. In: Jahrbuch der Karl-May-Gesellschaft. Husum 1988.
- „Und Friede auf Erden!“ Eine theologische Interpretation. In: Jahrbuch der Karl-May-Gesellschaft. Husum 1989.
- „Was ich da sah, das ward noch nie gesehen.“ Zur Theologie des „Silberlöwen“. In: Jahrbuch der Karl-May-Gesellschaft. Husum 1990.
- „Babel und Bibel.“ Ansätze zur „feministischen Theologie“ im Erlösungsdrama Karl Mays. In: Jahrbuch der Karl-May-Gesellschaft. Husum 1991.
- „Ich sah dann auch Gott selber kommen.“ Theologisches zu „Ardistan und Dschinnistan“. In: Jahrbuch der Karl-May-Gesellschaft. Husum 1993.
- „Himmelsgedanken.“ Die visionäre Symbolik Karl Mays. In: MUT. Forum für Politik, Kultur und Geschichte, Nr. 320/1994. Asendorf 1994.
- „Ich möchte heim ….“ Sterbeszenen in Mays Kolportageromanen. In: Jahrbuch der Karl-May-Gesellschaft. Husum 1997.
- „Er küßte sie mit der Gluth eines treulosen Weibes.“ Liebesgeschichten in Karl Mays Kolportageromanen. In: Jahrbuch der Karl-May-Gesellschaft. Husum 1998.
- Mays Droschkenparabel und das Enneagramm oder Die Gottesgeburt in der Seele des Menschen. In: Jahrbuch der Karl-May-Gesellschaft. Husum 1999.
- „Ich könnte eine ganze Menge meiner Gegner vernichten.“ Zum Brief Karl Mays an Adolf Schriefer. In: Jahrbuch der Karl-May-Gesellschaft. Husum 2000.
- „Die Schöpfung ist noch nicht vollendet.“ Der Entwicklungsgedanke bei Karl May und Pierre Teilhard de Chardin. In: Jahrbuch der Karl-May-Gesellschaft. Husum 2003.
- Karl May und die Evolutionstheorie. Quellen – geistesgeschichtlicher Hintergrund – zeitgenössisches Umfeld. In: Jahrbuch der Karl-May-Gesellschaft. Husum 2003.
- „Die größte Macht der Erde.“ Das „ewig Weibliche“ in den Spätwerken Karl Mays. In: Jahrbuch der Karl-May-Gesellschaft. Husum 2006.
- „Jean Valjean oder Der Fürst des Elends.“ Hugos „Les Misérables“ und Mays Kolportagewerk. In: Der Beobachter an der Elbe, Nr. 7/8/9. Radebeul 2006/07.
- „Man wirft uns Chinesen vor, daß wir keinen Himmel haben.“ Die taoistische Weisheit im „Friede“-Roman Karl Mays. In: Jahrbuch der Karl-May-Gesellschaft. Husum 2007.
- „… und wandeln durch die Gärten von Ikbal, um alles Leid der Erde zu vergessen.“ Zum Garten-Eden-Topos in Mays literarischem Werk. In: Jahrbuch der Karl-May-Gesellschaft. Husum 2008.
- „Dort werden wir uns wiedersehen ….“ Die „Lebens- und Sterbensphilosophie“ Karl Mays im Kontext der Geistesgeschichte. In: Jahrbuch der Karl-May-Gesellschaft. Husum 2011.
- „Das Karl May-Problem ist das Menschheitsproblem.“ Zum Wahrheitsgehalt in Mays Selbstbiographie „Mein Leben und Streben“. In: Der Beobachter an der Elbe, Nr. 18/19. Radebeul 2012.
- „Als Fledermaus ist sie erschienen…“ Der Vampirismus – ein satirisches Motiv bei Karl May. In: Der Beobachter an der Elbe, Nr. 23. Radebeul 2014.
- Ein „undogmatisches Christentum“ oder Wie „christlich“ dachte Karl May? In: Jahrbuch der Karl-May-Gesellschaft. Husum 2017.
- Alle Welt sei euer Gotteshaus. In: Christ in der Gegenwart, Nr. 36/2017. Freiburg i. Br. 2017.
- Karl May und Martin Luther. In: Der Beobachter an der Elbe, Nr. 29/2017. Radebeul 2017.
- Religiöse Symbolik im Spätwerk Karl Mays. In: Der Beobachter an der Elbe, Nr. 31. Radebeul 2018.